# Сергеева, Галина Ермолаевна
Гали́на Ермола́евна Серге́ева (19 января [1 февраля] 1914, деревня Нижние Котлы, Московская губерния, Российская империя — 1 августа 2000, Москва, Россия) — советская актриса театра и кино, заслуженная артистка РСФСР (1935).

## Биография
Галина Сергеева родилась 19 января (1 февраля) 1914 года в деревне Нижние Котлы (ныне в составе города Москва). Окончила ВГИК (мастерская Л. В. Кулешова).
С 1930 года — актриса Театра-студии под руководством Р. Н. Симонова;
В 1939—1944 годы — актриса театра имени Ленинского комсомола;
В 1944—1948 годы и в 1952—1956 годы — актриса МАДТ имени Е. Б. Вахтангова.
В кино с 1934 года. Выступала также на эстраде.
Умерла 1 августа 2000 года. Похоронена на Троекуровском кладбище в Москве.

## Фильмография
- 1934 — Весенние дни — Леля Сергеева
- 1934 — Любовь Алёны — Алена Дзюбина
- 1934 — Пышка — Елизавета Руссэ, Руанская дева по прозвищу «Пышка»
- 1935 — Мяч и сердце — Шура Савченко
- 1936 — Гобсек — Фанни Мальво
- 1940 — Будни — Елена Славина
- 1942 — Актриса — Зоя Владимировна Стрельникова

## Награды и признание
- заслуженная артистка РСФСР (1935)

## Личная жизнь
Первый муж актёр А. И. Демич, второй — режиссёр А. М. Габович. Была замужем за знаменитым тенором И. С. Козловским, в браке с которым имела двух дочерей. От Козловского ушла к хирургу В. Д. Чаклину, оперировавшему её младшую дочь. В возрасте 76 лет вышла замуж за В. В. Горбунова, 78-летнего бывшего солиста Большого театра, исполнявшего в свое время партии второго и третьего плана.